# Buitengewesten
De buitengewesten of buitenbezittingen waren de benaming voor de Nederlands-Indische gebieden buiten Java en Madoera. De kern van het Nederlandse koloniale bezit lag op Java en op de Molukken. Door de onthoudingspolitiek die men tussen 1830 en 1894 poogde te volgen, werden de gebieden daarbuiten pas in de loop van de negentiende en twintigste eeuw onder Nederlands gezag gebracht. Vaak ging dat met veel geweld gepaard. Na 1916 werd het gebruik van de term bezittingen steeds meer beladen en werd vaker gesproken van buitengewesten.